# Ярахмедли
Ярахмедли (азерб. Yarəhmədli) — село в Джебраильской административно-территориальной единице Джебраильского района Азербайджана, расположенное на склонах Карабахского хребта, в 5 км к западу от города Джебраил.

## Этимология
Согласно «Энциклопедическому словарю топонимов Азербайджана», название села происходит от имени основателя села Ярахмеда. Суффикс -ли же является притяжательным.

## История
Согласно местному преданию, село было основано одним из шести сыновей жившего в XVI веке Джебраила из племени афшаров, Ярахмедом.
В годы Российской империи село Яр-Ахмедлу входило в состав Джебраильского уезда Елизаветпольской губернии.
В советские годы село входило в состав Джебраильского района Азербайджанской ССР. В результате Первой карабахской войны в августе 1993 года перешло под контроль непризнанной Нагорно-Карабахской Республики.
20 октября 2020 года в видеообращении к нации президент Азербайджана Ильхам Алиев объявил, что «азербайджанская армия освободила» село Ярахмедли Джебраильского района.

## Население
По данным «Свода статистических данных о населении Закавказского края, извлеченных из посемейных списков 1886 года» в селе Яр-Ахмедлу Ахмедлинского сельского округа было 40 дымов и проживало 197 азербайджанцев (указаны как «татары»), которые были суннитами по-вероисповеданию и крестьянами.
По данным «Кавказского календаря» 1912 года в селе Яр-Ахмедлу Карягинского уезда проживало 473 человека, в основном азербайджанцев, указанных в календаре как «татары».